# 蒙泰居勒布朗 (克勒兹省)
蒙泰居勒布朗（法語：Montaigut-le-Blanc，法語發音：[mɔ̃tɛɡy lə blɑ̃]）是法国克勒兹省的一个市镇，位于该省西北部，属于盖雷区，也是大盖雷城市公共社区的一部分。

## 地理
蒙泰居勒布朗（46°7'16"N, 1°44'6"E）面积17.23 平方千米，位于法国新阿基坦大区克勒兹省，该省份为法国中部省份，位于法國中央高原西北部，北起安德尔省和谢尔省，西接维埃纳省，南至科雷兹省，东临多姆山省，东北与阿列省接壤。
与蒙泰居勒布朗接壤的市镇（或旧市镇、城区）包括：欧热尔、欧隆、阿扎沙特内、加尔唐普、勒格朗堡、圣西尔万蒙泰居、马尔什地区圣维克托。
蒙泰居勒布朗的时区为UTC+01:00、UTC+02:00（夏令时）。

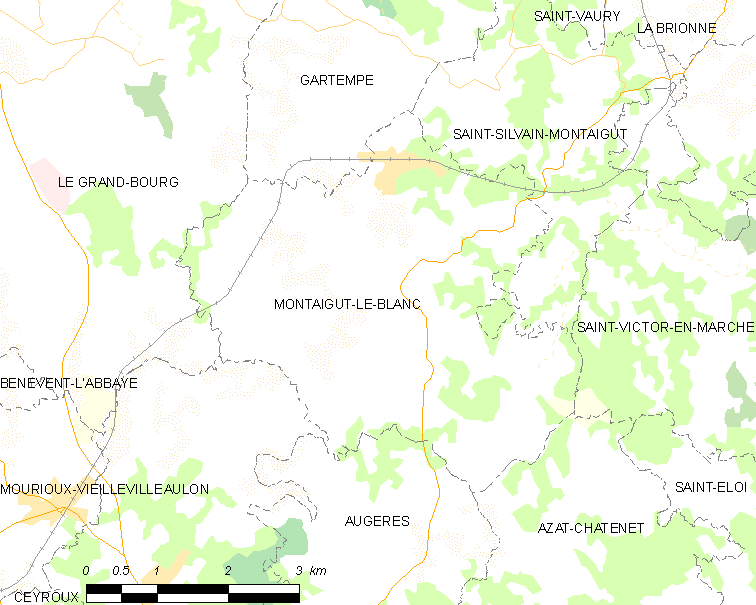
蒙泰居勒布朗的OSM定位图

## 行政
蒙泰居勒布朗的邮政编码为23320，INSEE市镇编码为23132。

## 政治
蒙泰居勒布朗所属的省级选区为盖雷第二县。

## 交通
克勒兹省省道D22线、D61线和D914线等经过白蒙泰居境内。蒙泰居站每天开行直达利摩日方向的列车。

## 人口

1962-2008年间蒙泰居勒布朗人口变化图示

蒙泰居勒布朗于2022年1月1日时的人口数量为372人。